# Інімер
Ініме́р (рос. инимер, англ. inimer) — хімічна сполука, що ініціює радикально-ланцюгову хімічну реакцію, а також бере участь в продовженні ланцюгів. Термін використовується при описі механізмів реакцій блоккополімеризації, зокрема отримання розгалужених і гіперрозгалужених макромолекул.